# Aquapark v Třebíči
Aquapark v Třebíči se v době svého otevření 1. prosince 2013 stal druhým vodním zábavním parkem v kraji Vysočina. Plán na jeho výstavbu byl zveřejněn v březnu 2009. Hlavním provozovatelem je Město Třebíč. V roce 2017 bylo oznámeno, že třebíčský podnikatel Richard Horký a jeho společnost Třebíčská tepelná společnost se vzdávají podílu na provozování třebíčského akvaparku. Důvodem je nedostatek času z důvodu aktivit na Slovensku. Původní nájemní smlouva počítala s tím, že TTS spolu se společností YASHICA bude provozovatelem až do roku 2024, od roku 2017 zůstává provozovatelem pouze společnost YASHICA. Provozovatel požádal město o prodloužení pronájmu do roku 2032, důvodem je rozšíření wellness zóny. V roce 2017 proběhla drobná rekonstrukce, kdy bylo opraveno schodiště. V témže roce proběhla v rámci technologické odstávky také úprava interiérů, mimo jiné výměna skleněných zástěn. Dnes 1. října 2017 byla po částečné rekonstrukci otevřena wellness zóna, byla rekonstruována finská sauna a nově otevřena bylinková parní lázeň. Další část wellness zóny byla rekonstruována a otevřena 17. listopadu téhož roku, součástí je ledopád, ceremoniální sauna, Kneippův chodník a další drobné úpravy.

## Poloha
Vodní park je přístavbou stávajícího areálu krytých bazénů Laguna v místní části města Nové Město.

## Vybavení
Areál parku je rozdělen do dvou částí.
Ve vnitřních prostorách se nachází sladkovodní bazén. K němu přiléhají vnitřní atrakce. Velkým lákadlem je Divoká řeka, Osvícená jeskyně s gejzírem nebo Vodní stěna. Specialitou mělo být také několik vnějších i vnitřních tobogánů, které by měly patřit mezi nejdelší v České republice – to se potvrdilo a součástí akvaparku je tobogán o délce 132 metrů. Vnitřní část je také propojena se stávající částí areálu, která je využita jako kondiční bazén. Součástí budovy je i odpočinková zóna, tj. ta je nazývána wellness zónou se saunami, parní lázní a odpočinkovými prostory.
Ve vnější části areálu se nachází jedno z velkých lákadel pro návštěvníky. Tím je nekrytý bazén se slanou vodou, který bude k dispozici i v zimě. Využita je i současná terasa sloužící k opalování na lehátkách. V roce 2019 byl rozšířen kamerový systém, investorem bylo město Třebíč.

## Výstavba
Celý projekt měl vyjít na přibližně 100 milionů korun. Z toho mělo být až 70 % nákladů uhrazeno z fondů Evropské unie.
Městský úřad v Třebíči měl již v roce 2009 připravenou veškerou dokumentaci ke stavbě. Předpokládalo se, že o dotaci zažádá na jaře roku 2010. Již v létě téhož roku by mohla začít výstavba areálu. Uvádělo se, že první návštěvníci by pak park mohli navštívit v roce 2012. Otevření nakonec proběhlo až 1. prosince 2013, kdy bylo uvedeno, že provozovatelem je konsorcium společností Yashica a TTS energo, pronájem areálu je pro toto konsorcium určen do roku 2024.

## Vstupné
Celý aquapark měl být výjimečný i ceníkem vstupného a způsobem jeho platby. Každý návštěvník měl dostat náramkový čip v podobě hodinek. Do každé části areálu pak bude vcházet prostřednictvím turniketů, které budou počítat čas, který byl v které zóně. Vstupné by se tak mělo sčítat. Jednotnou částku pak zaplatí na pokladně při odchodu. Tento plán z roku 2009 se potvrdil a placení prostřednictvím náramkových RFC čipů probíhá. Vstupné je určeno podle oddělení parku a také dle věku návštěvníka.